# Verawaty Fadjrin
Verawaty Fadjrin (nacida como Verawaty Wiharjo, Yakarta, 1 de octubre de 1957-Yakarta, 21 de noviembre de 2021) fue una deportista indonesia que compitió en bádminton, en las modalidades individual, dobles y dobles mixto.
Ganó tres medallas en el Campeonato Mundial de Bádminton, en los años 1980 y 1989. Murió a causa de cáncer de pulmón el 21 de noviembre de 2021.

## Palmarés internacional
| Campeonato Mundial | Campeonato Mundial  | Campeonato Mundial | Campeonato Mundial |
| Año                | Lugar               | Medalla            | Prueba             |
| ------------------ | ------------------- | ------------------ | ------------------ |
| 1980               | Yakarta (Indonesia) | Medalla de oro     | Individual         |
| 1980               | Yakarta (Indonesia) | Medalla de plata   | Dobles             |
| 1989               | Yakarta (Indonesia) | Medalla de plata   | Dobles mixto       |